# Spécisme
Le spécisme (par haplologie, du mot latin species, « espèce », et le suffixe -isme) est la considération que l'espèce à laquelle un animal appartient, par exemple l'espèce humaine, est un critère pertinent pour établir les droits qu'on doit lui accorder ou l’égard porté à ses intérêts. Ce concept éthique est surtout utilisé par les tenants de l'antispécisme, dans un contexte lié aux droits des animaux.
Par extension, le spécisme renvoie aussi à l'idée que les humains accorderaient une considération morale plus ou moins importante aux individus des autres espèces animales en fonction de celle-ci : les animaux de compagnie verraient par exemple leurs intérêts davantage pris en compte que les animaux d'élevage, ceux destinés à l'expérimentation ou considérés comme nuisibles.
Le concept de spécisme est élaboré au début des années 1970 par analogie avec les notions de racisme et de sexisme, dans le but de dénoncer une idéologie dominante. De la même manière, la notion de patriarcat a été reprise par le féminisme pour définir ce qui était jugé comme une idéologie omniprésente, invisible et à l'origine d'injustices. Le concept de spécisme est fondamentalement lié à celui d'antispécisme.

## Origine du terme
Pour Paul Waldau, le spécisme serait un phénomène ancien. Il écrit qu'il est usuellement justifié soit de ne pas prendre en compte, soit de prendre secondairement en compte, les intérêts des autres animaux par le postulat qu'ils existeraient pour notre usage. Aristote affirma notamment la prééminence de l'espèce humaine au IVe siècle av. J.-C. dans son ouvrage Histoire des animaux, dans lequel il établit également une hiérarchie entre les espèces animales. Pour Isocrate, d'après Thierry Gontier, l'animal représente alors le pôle négatif de la dualité humaine, la bestialité étant opposée au logos,. De même, toujours selon Gontier, l'orateur romain Cicéron au Ier siècle av. J.-C. utilise, dans ses discours, l'animal comme un outil lui permettant de développer une rhétorique qui l'aide à mettre l'homme en valeur. La religion juive puis la religion chrétienne posent aussi la prééminence de l'espèce humaine sur les animaux, créés pour les humains.
C'est récemment que cette hiérarchie est questionnée par certains philosophes.

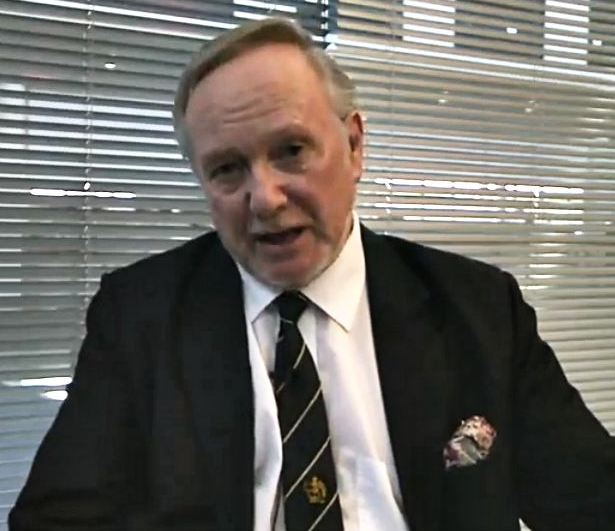
Richard D. Ryder invente le terme « spécisme » en 1970.

Le terme « spécisme », avec l'idée corrélative qu'il s’agirait d'un préjugé, est apparu en 1970 dans un pamphlet du psychologue Richard D. Ryder intitulé Speciesism. Ryder avait écrit au Daily Telegraph en avril et mai 1969 trois lettres critiquant l'expérimentation animale, fondées sur des incidents qu'il avait observés dans des laboratoires. Il rejoint un groupe d'intellectuels et d'écrivains d'Oxford connu aujourd'hui sous le nom de « groupe d'Oxford », qui mettait en cause le statut et le traitement des animaux. L'une des activités de ce groupe était d'écrire et de distribuer des pamphlets, tel que « Speciesism », dénonçant l'expérimentation animale.

Ryder explique dans son article que : 

« Depuis Darwin, les scientifiques admettent qu'il n'y a aucune différence essentielle « magique » entre les humains et les autres animaux, biologiquement parlant. Pourquoi, dès lors, faisons-nous moralement une distinction radicale ? Si tous les organismes sont sur un seul continuum biologique, nous devrions aussi être sur ce même continuum. »

Il écrit qu'au Royaume-Uni, cinq millions d’animaux sont utilisés chaque année pour l'expérimentation. Pour lui, cette façon de tirer bénéfice, pour notre propre espèce, de mauvais traitements infligés aux animaux relève du spécisme.
Ryder réemploie le terme dans « Expérimentations sur les animaux » dans Animals, Men and Morals (1971), un recueil d’essais sur les droits des animaux édité par trois autres membres du groupe d'Oxford, Stanley, Roslind Godlovitch et John Harris. Il établit alors un parallèle entre spécisme et racisme :

« Les mots « race » et « espèce » sont des termes aussi vagues l'un que l'autre que l'on utilise pour classifier les êtres vivants principalement sur la base de leur apparence. On peut faire une analogie entre les deux. La discrimination sur la base de la race, bien que tolérée presque universellement il y a deux siècles, est maintenant largement condamnée. De la même façon, il se pourrait qu'un jour les esprits éclairés abhorreront le spécisme comme ils détestent aujourd’hui le racisme. L'illogisme dans ces deux formes de préjugés est du même type. Si nous acceptons comme moralement inacceptable de faire souffrir délibérément des êtres humains innocents, alors il est logique de trouver inacceptable de faire souffrir délibérément des êtres innocents d'autres espèces. Le temps est venu d'agir selon cette logique. »

En français, le terme « espécisme » est parfois employé (par l'anthropologue Pascal Picq dans Il était une fois la paléoanthropologie, ou encore, par le philosophe Jean-Yves Goffi dans Le Philosophe et ses animaux).

## Diffusion de l'idée

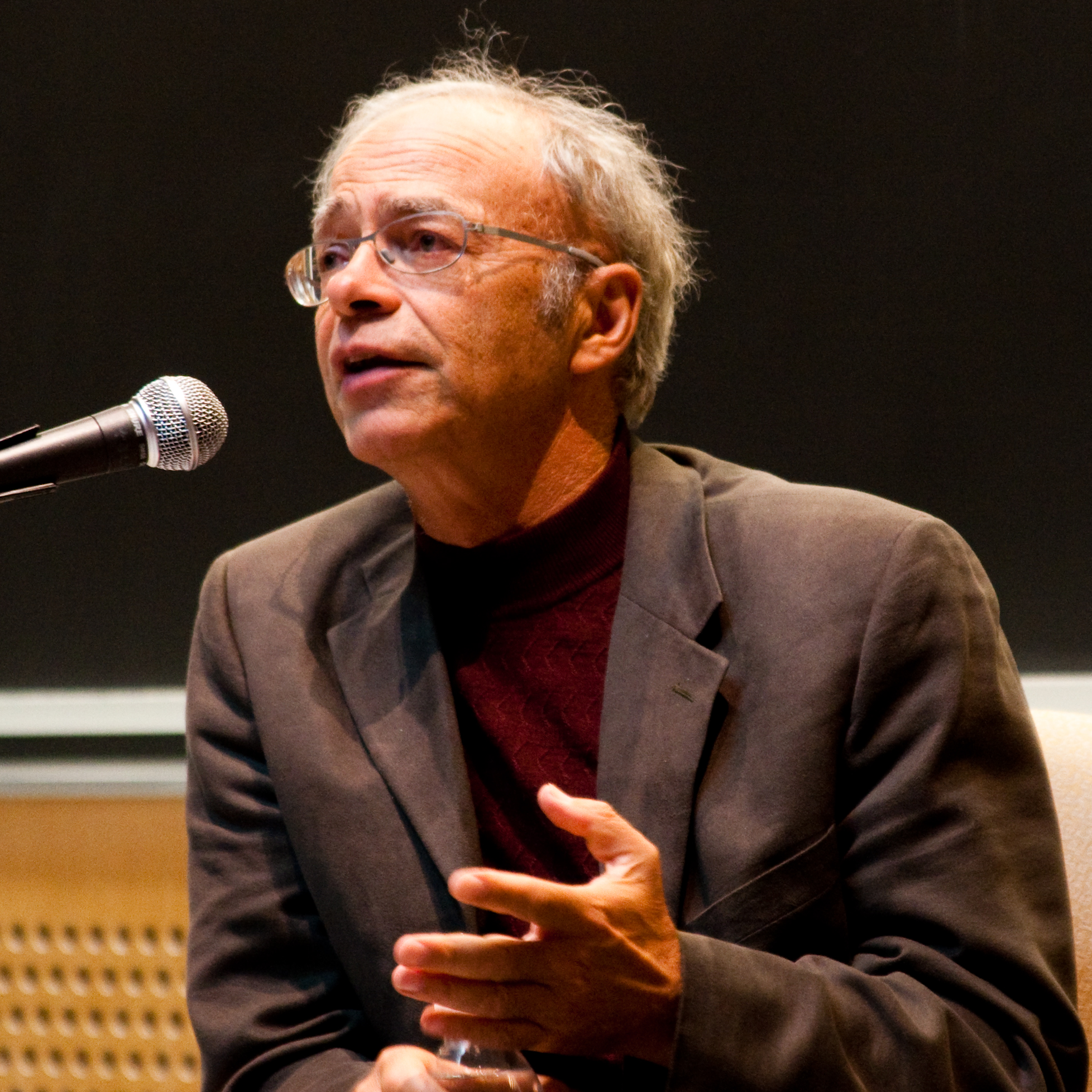
Peter Singer popularisa le concept de spécisme dans Animal Liberation.

L'idée fut popularisée par le philosophe utilitariste australien Peter Singer (qui a connu Ryder à Oxford) dans La Libération animale (1975). Singer explique que le spécisme viole le principe d'égale considération des intérêts, qui découle du principe énoncé par Jeremy Bentham : 

« Chacun compte pour un, et personne pour plus d'un. »

Bien qu'il puisse y avoir de nombreuses différences entre les humains et les autres animaux, nous partageons avec eux la capacité de souffrir. Aussi, dans la délibération morale, nous devrions selon Peter Singer accorder le même poids à deux souffrances similaires, quel que soit l'individu qui souffre. Une théorie morale qui conduirait à traiter de façon dissemblable deux cas semblables ne serait à ses yeux pas une théorie morale valable. Singer écrit dans le premier chapitre de La Libération animale :

« Les racistes violent le principe d'égalité en donnant un plus grand poids aux intérêts des membres de leur propre race quand un conflit existe entre ces intérêts et ceux de membres d'une autre race. Les sexistes violent le principe d'égalité en privilégiant les intérêts des membres de leur propre sexe. De façon similaire, les spécistes permettent aux intérêts des membres de leur propre espèce de prévaloir sur les intérêts supérieurs des membres d'autres espèces. Le schéma est le même dans chaque cas. »

Le terme fit son entrée dans l'Oxford English Dictionary en 1985. En 1994, l'Oxford Dictionary of Philosophy le définit ainsi :

« Par analogie avec le racisme et le sexisme, l'attitude consistant à refuser indûment le respect envers la vie, la dignité, ou les besoins d'animaux appartenant à d'autres espèces que l'espèce humaine. »

## Interprétations du terme
Plusieurs interprétations concurrentes ou complémentaires du spécisme coexistent. Le terme fait son entrée dans le Petit Robert 2017 sous la définition de l’« idéologie qui postule une hiérarchie entre les espèces ». Cette définition se retrouve (parfois comme la réciproque de ce que serait l’antispécisme) dans plusieurs sources, comme les magazines Slate ou Marianne. Pour le philosophe Martin Steffens, le corollaire du spécisme serait « la croyance qu'il existe, à l'intérieur du genre « êtres vivants », des espèces distinctes, voire hiérarchisables ». La philosophe Chantal Delsol définit enfin l’antispécisme comme « l'idée selon laquelle la distinction entre les animaux et les hommes équivaudrait à une forme de racisme ».
Pour certains auteurs, le spécisme concernerait plutôt l'inégalité de prise en compte d'intérêts équivalents des individus (notamment celui de ne pas souffrir), en fonction de l'espèce de ces individus,. Prendre en compte l'espèce d'un individu pour savoir comment le traiter ne serait toutefois pas forcément spéciste, si ce traitement résulte des caractéristiques pertinentes de l'espèce pour la détermination des intérêts. C'est pourquoi il est moins grave, écrit Peter Singer, de donner une claque (de même intensité) à un cheval qu'à un bébé humain ; car la peau du cheval est plus épaisse que celle du bébé et sa souffrance effective sera donc moindre.
Plus spécifiquement, alors qu'Oscar Horta définit le spécisme en tant que discrimination « injustifiée » des intérêts sur la base seule de l’espèce, certains auteurs tels que Cohen, Tom Regan et François Jaquet considèrent que le terme de spécisme peut recouvrir la discrimination des individus suivant le critère d'espèce, que cette discrimination soit juste ou injuste.
Alors que la plupart des auteurs précités définissent le spécisme comme une discrimination, certains le définissent aussi comme l'idéologie justifiant cette discrimination, le rapprochant de la sorte du racisme, du sexisme et de la notion de carnisme, développée par Melanie Joy. Le spécisme peut également être compris comme un phénomène systémique à la manière de Sarah Zanaz ; le spécisme transcenderait ainsi l'individu pour trouver sa pérennité dans nos systèmes politiques, économiques, culturels, médiatiques, etc.
Pour sa part, dans son ouvrage Ce ne sont que des animaux. Le spécisme en question, tout en reconnaissant que la notion de spécisme se prête à une définition unitaire (toute forme de discrimination fondée sur le critère de l’espèce), Catherine Kerbrat-Orecchioni constate que le terme « spécisme » désigne à la fois une idéologie (qui postule une hiérarchie entre les espèces, et spécialement la supériorité de l’être humain sur les animaux), et un ensemble de comportements (mauvais traitement, exploitation des animaux), et elle affine son approche en proposant quatre axes, complétant chacun à sa manière la formule « Ce ne sont que des animaux, donc »
- ils sont par essence radicalement différents de nous, et inférieurs à nous : spécisme ontologique ;

- nous  n’avons aucune considération morale à avoir envers eux : spécisme éthique ;

- nous n’avons aucune commisération à éprouver envers eux : spécisme affectif ;

- nous pouvons en user à notre guise, selon notre bon vouloir et bon plaisir : spécisme pratique, ou en action[22].

## Arguments en faveur du spécisme
Les arguments en faveur du spécisme se fondent principalement sur des croyances religieuses, des conceptions philosophiques anthropocentriques et le concept de préférence pour son espèce.

### Arguments religieux
Certaines traditions religieuses affirment que les animaux ont été créés à l’usage de l’Homme, et qu’à l’inverse les humains sont des créatures spéciales. Par exemple, les religions abrahamiques enseignent que l’Homme a été créé à l’image et à la ressemblance de Dieu, contrairement aux animaux qui ont été créés pour servir l’Homme.

« Puis Dieu dit : Faisons l'homme à notre image, selon notre ressemblance, et qu'il domine sur les poissons de la mer, sur les oiseaux du ciel, sur le bétail, sur toute la terre, et sur tous les reptiles qui rampent sur la terre. »

— Genèse 1:26, traduction Louis Segond, 1910
Bien que le bouddhisme reconnaisse aux animaux un statut moral d’êtres sensibles et bien que Bouddha ait prôné le végétarisme, le bouddhisme procède à une hiérarchie des êtres, certains étant plus avancés que d’autres dans le cycle des réincarnations. Les animaux peuvent se réincarner en êtres humains, les humains peuvent être rétrogradés en animaux dans leur prochaine vie s’ils se sont mal comportés, et seuls les humains peuvent atteindre directement l’illumination (les animaux devant d’abord se réincarner en humains).
On retrouve cette conception de progression dans les réincarnations dans l'hindouisme. Certains hindous sont végétariens, avec un profond respect pour les vaches en particulier (représentant la terre/mère, la figure centrale).

### Anthropocentrisme
Une des défenses philosophiques du spécisme est l’anthropocentrisme. Elle se fonde sur l’idée que seuls les humains possèdent certaines capacités mentales considérées comme supérieures telles la raison, le langage, l’autonomie, l’intelligence, etc. Traditionnellement, depuis Aristote, il s’agit de la raison, de la conscience de soi et de la capacité à agir moralement qui sont considérées comme exclusives à l'espèce humaine.
Le philosophe Carl Cohen (en) a écrit que le racisme et le sexisme sont injustes car il n'y a pas de différence pertinente entre les sexes ou entre les races, tandis qu'il existe des différences significatives entre les espèces. Les animaux ne seraient pas des personnes selon la définition que Kant en donne, par conséquent ils n'ont pas de droits. Il estime d'ailleurs que le spécisme est nécessaire pour agir moralement :

« Le spécisme n'est pas simplement plausible, il est essentiel à une conduite juste, parce que ceux qui ne verraient pas de différences moralement pertinentes entre les espèces sont presque sûrs, en conséquence, de mal comprendre leurs vraies obligations. »

Peter Staudenmaier, professeur associé d'histoire à l'université Marquette, a écrit, relevant notamment qu'il n'y avait pas d'animaux capables de revendiquer leurs droits :

« L'analogie avec le mouvement des droits civiques et le mouvement féministe est trivialisant et anhistorique. Ces deux mouvements sociaux furent initiés et conduits par les membres des groupes discriminés eux-mêmes, non par des hommes et des blancs bienveillants agissant au nom des discriminés. Ces deux mouvements se sont construits sur l'idée de réclamer et réaffirmer une commune humanité face à une société qui la leur avait retirée et déniée. Aucun militant pour les droits civiques ou pour les droits des femmes n'ont argué que « nous sommes aussi des êtres sentients ! ». Ils ont argué « nous sommes pleinement humains aussi ! ». Or, le mouvement de libération animale ne reprend pas cet argument humaniste, il le critique directement. »

### Préférence pour le groupe
Plusieurs auteurs[source insuffisante] ont affirmé que les humains ont un devoir de préférence envers leur espèce et que ce devoir fondait le spécisme.
Un fondement théorique de la préférence pour le groupe a été proposé par Jean-Pierre Dupuy, qui la fait découler d'une logique de solidarité permettant à chaque humain d'augmenter la probabilité de sa propre survie. Historiquement, cette solidarité s'est établie d'abord au niveau de groupes humains restreints, et pouvait exclure d'autres groupes dont les droits étaient ignorés ; puis la sphère de solidarité s'est progressivement étendue à l'espèce humaine tout entière. Les humains ont majoritairement intérêt à défendre un système moral aux termes duquel la vie et certains droits humains sont sacrés et doivent être préservés absolument. Jean-Pierre Dupuy qualifie ce système d'« auto-transcendant » car ce serait une construction humaine désormais perçue comme absolue et au-dessus des humains.

## Arguments contre le spécisme

### Antispécisme
Pour les tenants de l'antispécisme (mouvement philosophique et politique opposé au spécisme), le spécisme est une idéologie condamnable, et un « mouvement de libération animale » est nécessaire pour mettre un terme à l'exploitation des animaux.
Pour les antispécistes, « le spécisme peut être défini comme l’idée selon laquelle l’espèce à laquelle appartient un être vivant constitue en soi un critère de considération morale », c'est-à-dire « la croyance en une supériorité ontologique de l’homme sur l’animal ». Le raisonnement antispéciste procède ainsi soit par extension de la morale existante en fondant les droits des animaux sur ceux que les humains se reconnaissent mutuellement (approche par les droits), soit par construction utilitariste en étendant le respect des intérêts des individus à tout individu pouvant avoir des intérêts. D'après Jeremy Bentham « La question n'est pas « peuvent-ils raisonner ? », ni « peuvent-ils parler ? », mais « peuvent-ils souffrir ? » ». Certains antispécistes estiment ainsi que les intérêts des animaux doivent être respectés comme le sont ceux des humains.
Pour les tenants de l'antispécisme, les arguments soutenant le spécisme, tels que le capacitisme ou la préférence pour le groupe, n'ont pas de lien logique avec le critère d'espèce.
Argument capacitiste
Un argument fréquemment utilisé pour justifier le spécisme est que la discrimination envers les animaux ne découle pas directement de leur appartenance à une autre espèce, mais plutôt de leur niveau inférieur de rationalité ou de conscience par rapport aux êtres humains. Cependant, cette objection soulève une difficulté conceptuelle : certains êtres humains, tels que les bébés, les personnes atteintes de handicaps mentaux profonds ou encore les personnes âgées en état de sénilité avancée, ne remplissent pas pleinement ces critères. Comme le souligne le philosophe François Jaquet, ces individus, désignés dans la littérature philosophique sous le terme de « cas marginaux », possèdent un niveau de rationalité et de conscience potentiellement inférieur à celui de certains animaux. Ils ne sont pas non plus capables de revendiquer leurs droits. 
Or, malgré leur moindre capacité cognitive, ces individus sont protégés contre des pratiques que l'on inflige aux animaux non humains, telles que l'expérimentation invasive ou l'élevage en vue de la consommation. Ainsi, cette distinction ne repose pas sur le degré de rationalité ou de conscience, mais bien sur l'appartenance à une espèce. C'est un raisonnement circulaire.
Préférence pour le groupe
Les tenants de l'argument de la préférence pour le groupe concèdent que les êtres humains ne jouissent pas d’un statut moral particulier, mais avancent que certaines relations justifient certains privilèges. Par exemple, il est généralement admis qu'il n'est pas problématique de favoriser sa famille par rapport à de simples inconnus. En étendant ce raisonnement, on pourrait soutenir que l'appartenance à l'espèce humaine—vu comme un cercle plus étendu que celui de la famille — justifie, dans une certaine mesure, des privilèges analogues (Gray 1990).
Selon François Jacquet, même en admettant que cette justification fonctionne, sa portée est extrêmement limitée :

« Vous devriez peut-être sauver votre sœur d’un incendie plutôt qu’un parfait inconnu dans l’impossibilité de les secourir tous les deux. Mais quelles que soient les préférences gastronomiques de votre sœur, vous ne pouvez pas tuer un inconnu pour lui préparer un pot-au-feu. »

Certains partisans du spécisme soutiennent par ailleurs que, contrairement au favoritisme racial mais à l'instar du favoritisme familial, le favoritisme d’espèce constituerait un trait inhérent à la nature humaine (Midgley 1984 ; Posner 2004 ; Post 1993). Cet argument, fondé sur le sophisme l'appel à la nature, est toutefois critiqué comme étant un sophisme : le fait qu'une pratique soit naturelle n'implique pas son caractère moral.

### Biologie et théorie de l'évolution
La théorie de l'évolution infirme l'idée selon laquelle les humains auraient une essence ou une nature spéciale et différente des autres animaux. Plus généralement, certains antispécistes réfutent la pertinence de la notion d'espèces animales.
Dans La Filiation de l'homme et la sélection liée au sexe, Darwin affirme qu'il n'y a qu'une différence de degré, et non de nature, entre les humains et les autres mammifères, tant au plan physique que mental.

« Néanmoins la différence entre l'esprit de l'Homme et celui des animaux supérieurs, aussi grande soit-elle, est certainement une différence de degré et non de nature. Nous avons vu que les sentiments et les intuitions, les diverses émotions et facultés, tels que l'amour, la mémoire, l'attention, la curiosité, l'imitation, la raison etc., dont l'Homme se fait gloire, peuvent se trouver à l'état naissant, ou même parfois bien développé, chez les animaux inférieurs. »

Le biologiste de l'évolution Richard Dawkins critique le spécisme dans L'Horloger aveugle (1986) et Pour en finir avec Dieu sur la base de la théorie de l'évolution. Il compare les attitudes racistes du passé avec les attitudes spécistes actuelles. Dans un chapitre de L'Horloger aveugle, intitulé « Le seul vrai arbre de la vie », il explique que la distinction que nous opérons entre les espèces n'est due qu'au fait que les formes intermédiaires sont mortes. Les êtres intermédiaires entre les humains et les chimpanzés, par exemple, sont tout simplement nos ancêtres et les leurs jusqu'à l'ancêtre commun entre nos deux espèces. C'est parce que nous n'avons pas sous les yeux ces êtres intermédiaires que nous pouvons raisonner selon un « esprit discontinuiste » (discontinuous mind) et pratiquer un « double standard » moral : par exemple condamner, au nom de la morale chrétienne, l'avortement d'une seule cellule œuf humaine tout en acceptant la vivisection d'un grand nombre de chimpanzés adultes intelligents.

Au cours d'une discussion avec Peter Singer en 2007, Dawkins avoue qu'il continue de manger de la viande et dit : 

« C'est un peu la position qu'avaient beaucoup de gens il y a 200 ans à propos de l'esclavage. Beaucoup se sentaient mal à l'aise mais continuaient de le pratiquer. »

Le philosophe James Rachels estime que la théorie de l'évolution a pour implication éthique d'abandonner la morale traditionnelle, fondée sur la religion et l'essentialisme, et d'adopter une éthique fondée sur l'individualisme moral :

« Selon cette approche, la façon dont un individu doit être traité est déterminée, non pas en considérant son appartenance de groupe, mais en considérant ses propres caractères particuliers. Si A doit être traité différemment de B, la justification doit reposer sur les caractéristiques individuelles de A et sur les caractéristiques individuelles de B. On ne peut justifier de les traiter différemment en faisant valoir que l'un ou l'autre est membre d'un groupe privilégié. »

## Dans la culture

### Films abordant le sujet
- La Planète des singes (série de films)
- The Animals Film (en) (1981)
- A Cow at My Table (en) (1998)
- Meet Your Meat (en) (2002)
- Behind the Mask (en) (2006)
- Peaceable Kingdom: The Journey Home (en) (2009)
- Speciesism: The Movie (en) (2013)
- Earthlings (2005)
- Dominion (2018)
- Gunda (2020)

### Œuvres littéraires
- Les Animaux dénaturés de Vercors (1952)
- La Planète des singes de Pierre Boulle (1963)
- Défaite des maîtres et possesseurs de Vincent Message (2016)

#### En français
- Astrid Guillaume, « Les débats sur le spécisme », in Le Cercle Psy, hors-Série no 7, novembre-décembre 2018, pp. 110-113.
- Tom Regan, Les Droits des animaux, 2013
- James Rachels, « Darwin, espèce et éthique », Cahiers antispécistes no 15-16, 1998
- Peter Singer, Comment vivre avec les animaux ?, Empêcheurs de penser en rond, 2004
- Peter Singer, L'Égalité animale expliquée aux humain-es, Tahin Party, 2000 Disponible en téléchargement sur le site de l'éditeur.
Il s'agit d'un résumé des thèses de La Libération animale.
- J-B. Jangène-Vilmer, L'Éthique animale, « Que sais-je ? », PUF, 2011
- J-B. Jangène-Vilmer, Éthique animale, PUF, 2008
- Valéry Giroux, L'antispécisme, Que sais-je ?, 2020.
- Catherine Kerbrat-Orecchioni, Nous et les autres animaux, Lambert-Lucas, 2021.
- Catherine Kerbrat-Orecchioni, « Ce ne sont que des animaux ». Le spécisme en questions, Le Pommier, 2023.

#### En anglais
- Marc Bekoff (en) (2 avril 2012), « The Superior Human? Who Do We Think We Are? », Psychology Today
- Simon Blackburn (1994), « Speciesism », Oxford Dictionary of Philosophy. Oxford University Press
- Carl Cohen (en) (1986). « The case for the use of animals in biomedical research », The New England Journal of Medicine, Vol. 315, no 14
- Carl Cohen and Tom Regan (2001). The Animal Rights Debate. Rowman & Littlefield Publishers
- Diamond, Cora (2004), « Eating Meat and Eating People », in Cass Sunstein and Martha Nussbaum. Animal Rights: Current Debates and New Directions. Oxford University Press
- Daniel Dombrowski, Babies and Bears : the argument from marginal cases, University of Illinois Press, 1997
- R. G. Frey (1983), Rights, Killing and Suffering, Blackwell
- D. Graft (1997), « Against strong speciesism », Journal of Applied Philosophy, Vol. 14, no 2
- J. A. Gray (1990), « In defense of speciesism », Behavioral and Brain Sciences, Vol. 13, no 1
- Karin Karcher (2009) [1998], « Great Ape Project », in Marc Bekoff. Encyclopedia of Animal Rights and Animal Welfare. Greenwood
- Hugh Lafollette et Niall Shanks (en), « The Origin of Speciesism », Philosophy, Vol. 71, no 275, janvier 1996, p. 41-61 ; Article.
- Lee, Richard B. and Daly, Richard Heywood. The Cambridge Encyclopedia of Hunters and Gatherers
- Nel Noddings (Hiver 1991). « Comment on Donovan's 'Animal Rights and Feminist Theory' », Signs, Vol. 16, no 2, p. 418-422
- Robert Nozick « About Mammals and People », The New York Times Book Review, 27 novembre 1983, p. 29
- Constance K. Perry (juin 2001). « A Compassionate Autonomy Alternative to Speciesism », Theoretical Medicine and Bioethics, Volume 22, no 3
- Norm Phelps (en) (2004). The Great Compassion: Buddhism and Animal Rights. Lantern Books (en)
- Richard D. Ryder (1971), « Experiments on Animals », in Stanley and Roslind Godlovitch and John Harris. Animals, Men and Morals. Victor Gollanz, p. 41–82
- James Rachels, Created from animals, 1990
- Richard D. Ryder (2000) [1989], Animal Revolution. Berg
- Richard D. Ryder (2009) [1998], « Speciesism », in Marc Bekoff, Encyclopedia of Animal Rights and Animal Welfare, Greenwood
- Richard D. Ryder, « Speciesism Again: The Original Leaflet », Critical Society, no 2, printemps 2010 (version du 14 novembre 2012 sur Internet Archive)
- Scully, Matthew (en) (2003). Dominion: The Power of Man, the Suffering of Animals, and the Call to Mercy, St. Martin's Griffin
- Steve Sapontzis, Morals, Reason, and Animals. Temple University Press, 1987
- Cass Sunstein et Martha Nussbaum, Animal Rights : current debate and new directions, 2004
- Paul Waldau (2001). The Specter of Speciesism: Buddhist and Christian Views of Animals, Oxford University Press
- Paul Waldau (2009) [1998]. « Speciesism: Historical Views », in Marc Bekoff, Encyclopedia of Animal Rights and Animal Welfare, Greenwood
- Steven M. Wise (2004), « Animal Rights, One Step at a Time », in Cass Sunstein and Martha Nussbaum, Animal Rights: Current Debates and New Directions, Oxford University Press